# Tekiree Tamuera
Tekiree Tamuera (ur. 16 lutego 1940) - polityk Kiribati, tymczasowy prezydent kraju po zakończeniu kadencji Teatao Teannakiego, w latach 1998–2002 przewodniczący parlamentu.